# エコー (駆逐艦)
エコー (HMS Echo, H23) はイギリス海軍のE級駆逐艦。その名を持つ艦としては7隻目。1944年にギリシャ海軍に貸与され、ナヴァリノと改名された。 

## 艦歴
エコーは1939年3月に公開されたイギリスの映画「Q Planes」にてイギリス海軍の船として出演している。
1940年1月、エコーは機雷敷設艦の護衛と哨戒任務のためにスカパ・フローの第12艦隊に配備された。5月にはノルウェーでの軍事作戦を支援し、8月は複数の作戦において第1機雷敷設艦隊を護衛した。8月28日、自由フランス軍支援のためダカール沖海戦に参加し、9月25日に作戦が中止された後には損傷した戦艦バーラムをフリータウンまで護衛した。
1941年5月21日、ドイツの重巡洋艦プリンツ・オイゲン及び戦艦ビスマルクの捜索において、エコーと他5隻の駆逐艦が、デンマーク海峡に向かう巡洋戦艦フッドと戦艦プリンス・オブ・ウェールズの護衛に就いた。デンマーク海峡海戦の翌日の5月25日、エコーは損傷したプリンス・オブ・ウェールズをアイスランドまで護衛した。7月末、EF作戦において、エコーは空母及び重巡洋艦デヴォンシャー、サフォークの護衛として配備された。8月中旬から、エコーはハーランド・アンド・ウルフ造船所に入り兵装の換装を行い、11月4日に再び艦隊に加わった。
12月8日から、エコーとエスカペード（HMS Escapade）は、ロシアの護送船団PQ6と共にコラ半島まで随伴する巡洋艦エディンバラを護衛した。19日に到着すると、エコーはロシアの商船ムルマンスクを護衛するために艦隊を離れた。エコーは2機のドイツ爆撃機Ju 88の攻撃を受けるが、戦闘機ハリケーン及びエディンバラの到着により難を逃れた。その後、エコーは帰還した護送船団QP4を護衛し、1942年1月10日にスカパ・フローに帰港した。
エコーはその後、英国とアイスランド間の護送船団を護衛し、船体の補修後第8駆逐艦隊に加わった。9月2日、エコーはロシアの護送船団PQ18を護衛し、北極圏の護送船団を護衛した後、1942年11月に護送船団QP15、1942年12月に護送船団JW51A、1943年1月に護送船団JW52を護衛した。
1943年2月、エコーはハンバー造船所で修理を行い、6月に再び第8駆逐艦隊に配備され、6月17日にジブラルタルに向けて出航した。7月初旬、艦隊はハスキー作戦に備えるためにアレクサンドリアに向かった。1943年7月13日、アイレクスの支援の下、エコーはメッシーナ海峡の南東にてイタリアの潜水艦ネレイデを撃沈した。9月16日にはエーゲ海の島々での作戦を支援し、翌日、エコー及びイントレピッドはアスティパレア島沖でドイツ軍の駆潜艇を攻撃した。

## ギリシャでの艦歴
1944年にエコーはギリシャに貸与され、ナヴァリノと改名された。1953年6月、スピットヘッドでのエリザベス女王の戴冠式に参列した多くの外国船の中の1隻であった。1956年3月8日にイギリス海軍へ返還され、翌4月にスクラップのため売却された。